# Drängsered
Drängsered är en småort i Drängsereds distrikt i Hylte kommun, Hallands län och kyrkby i Drängsereds socken i Halland. 
Drängsered finns omnämnt sedan 1288. Då stavades namnet Drængsryth. Namnet kommer av genitivformen av mansnamnet Dräng samt ryd (röjning). I Halland har efterledet ryd senare ersatts av red, vilket härstammar från tiden då området tillhörde Danmark. 
Drängsereds kyrka uppfördes på 1780-talet.

## Personer från orten
- Carl Bertilsson (1889–1967), veterinär och gymnast med guldmedalj i truppgymnastik vid  OS 1908
- Per Daniel Bertilsson (1892–1972), gymnast med guldmedalj i truppgymnastik vid  OS 1912
- Bertil Schough (född 1955), spelman och revyartist
- Olivia Schough (född 1991), fotbollsspelare i damlandslaget, OS-Silver 2016 och VM-Brons 2019.
- Knut Fredrik Söderwall (1842–1924), språkforskare, ledamot av Svenska Akademien